# Ändtjärnen
Ändtjärnen är en sjö i Söderhamns kommun i Hälsingland och ingår i Ljusnan-Skärjåns kustområde. Sjön har en area på 0,0861 kvadratkilometer och ligger 52,2 meter över havet.

## Delavrinningsområde
Ändtjärnen ingår i det delavrinningsområde (678108-156257) som SMHI kallar för Utloppet av Sörbränningen. Medelhöjden är 53 meter över havet och ytan är 11,23 kvadratkilometer. Räknas de 3 avrinningsområdena uppströms in blir den ackumulerade arean 33,1 kvadratkilometer. Tvärån som avvattnar avrinningsområdet har biflödesordning 2, vilket innebär att vattnet flödar genom totalt 2 vattendrag innan det når havet efter 12 kilometer. Avrinningsområdet består mestadels av skog (71 procent). Avrinningsområdet har 2,71 kvadratkilometer vattenytor vilket ger det en sjöprocent på 24,2 procent.